# Méréaucourt
Méréaucourt es una comuna francesa situada en el departamento de Somme, en la región de Alta Francia.

## Demografía
| 27 | 27 | 22 | 18 | 9 | 10 | 8 |
| Para los censos de 1962 a 1999 la población legal corresponde a la población sin duplicidades (Fuente: INSEE [Consultar]) |    |    |    |   |    |   |